# 수단 인민해방운동-북부
수단 인민해방운동-북부 (아랍어: الحركة الشعبية لتحرير السودان-الشمال, Harakat Al-Sha'abia Li-Tahrir Al-Sudan-Al-Shamal), 또는 SPLM-N은 수단의 정당이자 무장 단체로, 청나일주와 남코르도판주를 기반으로 활동하고 있다. 이 단체의 무장 부대는 공식적으로 수단 인민해방군-북부 또는 SPLA-N으로 알려져 있다. 2011년 남수단이 수단에서 분리되어 새로운 국가를 형성할 때, 대부분의 수단 인민해방운동(SPLM)과 수단 인민해방군(SPLA)은 남수단으로 떠났고, 수단에 남아 있는 부대들은 SPLA-N을 결성했다.
SPLA-N은 분파 문제로 어려움을 겪었다. 두 개의 분파, SPLM-N (아가르)와 SPLM-N (알힐루)은 2017년에서 2019년까지 서로와 수단 정부를 상대로 싸웠다. 2023년 알힐루 분파는 수단군(SAF)과 전투 중이며, 아가르 분파의 지도자는 군부가 통치하는 정부에 임명되었다.

## 주요 분파/파벌

### SPLM-N (아가르)
2017년 기준 SPLM-N (아가르) 파벌은 말리크 아가르가 수장으로 있으며 이스마엘 잘라브가 당서기로 활동하고 있다.

### SPLM-N (알힐루)
2017년 기준 압델라지즈 알힐루가 수장으로 활동하고 있다.

### SPLM-N (아르만)
2019년 5월 기준 SPLM-N (아가르)의 부당수였던 야시르 아르만이 2022년 8월에 2021년 10월 일어난 쿠데타에 대한 아가르와의 의견 불일치로 "평화적"으로 분리된 후 독자 분파인 SPLM-N (아르만)을 수립했다.